# Rindera cristulata
Rindera cristulata là loài thực vật có hoa trong họ Mồ hôi. Loài này được Lipsky miêu tả khoa học đầu tiên.